# De tweehoornige draak
De tweehoornige draak is een  stripverhaal uit de reeks van Jerom.

## Locaties
Dit verhaal speelt zich af op de volgende locaties:
- het gebied van de Stille Zuidzee-eilanden, het eiland Moorea

## Personages
In dit verhaal spelen de volgende personages mee:
- Jerom, tante Sidonia, Odilon, professor Barabas, president Arthur, bewoners Moorea, Tupopo (toverdokter), koningin Mamaia, Vahine's (danseressen van de Tamuré), professor W.C. Weisgerber, Kruger (neushoorn), Zulma (neushoorn uit de Antwerpse zoo)

## Het verhaal
President Arthur brengt de vrienden met zijn jacht naar de Zuidzee-eilanden om daar onderzoek te doen. Ze worden verwelkomd door bewoners van Moorea die in prauwen naar hen toe varen. Tupopo verwelkomt de vrienden op het eiland en ze krijgen bloemenkransen rond de nek gehangen. Nadat de bewoners de motor van Jerom zien, denken ze dat hij een tovenaar is. Dan worden stenen in vuur opgewarmd en met blote voeten danst Tupopo rond. Hij nodigt Jerom uit om dit ook te doen en is erg verbaasd als zijn gast dit zonder problemen uitvoert. Professor Barabas denkt dat de toverdokter door middel van autosuggestie zijn pijn kan uitschakelen. Als de vrienden kijken naar danseressen, onderzoekt Odilon de omgeving. Hij ontdekt Tiki's en hij kruipt op een afgodsbeeld. De bevolking is woedend om deze actie en ze vallen de heiligschenner aan. De vrienden beschermen Odilon en schakelen de bewoners uit met slaapgas. 
Tupopo legt uit dat er groot onheil over de stam zal komen doordat de Tiki's zijn aangeraakt. Alleen een heldendaad kan het onheil afwenden. Jerom biedt zijn hulp aan en Tupopo vraagt of hij de tweehoornige draak kan verslaan. Hij laat een beeldje zien en professor Barabas herkent een neushoorn. Tupopo legt uit dat deze dieren normaal gesproken alleen in Zuid-Afrika leven. Dan valt het dier het dorp aan en splijt een Tiki in tweeën. Jerom achtervolgt het dier en kan het in toom houden. Dit wordt gade geslagen door een Zuid-Afrikaanse man. Hij schiet op met Jerom met een pijl met verdovingsmiddel en Odilon ziet dit als hij op de motor komt aangevlogen. Hij volgt de man en filmt alles, maar deze kan ook de motor uitschakelen. Odilon stort neer in een moeras en wordt door professor Barabas en tante Sidonia gered. Koningin Mamaia heeft openbare rouw afgekondigd en Tupopo heeft de helft van zijn baard afgeschoren. De vrienden bekijken de film en professor Barabas herkent zoöloog professor W.C. Weisgerber.
Professor Barabas ontdekt dat in de voorouderverering een god van de onderwereld voorkomt, dit is de tweehoornige draak. De bevolking offert voedsel aan deze god. Jerom vermoed dat de zoöloog misbruik maakt van de bewoners van het eiland. Samen met Odilon volgt hij de bewoners en komt in het moeras, waar ze een helikopter ontdekken. Al snel komt ook de neushoorn met de zoöloog ter plekke en Jerom en Odilon zien hoe de neushoorn het voedsel eet. Jerom en Odilon verdoven de zoöloog, maar de neushoorn is niet vatbaar voor slaapgas en valt aan. Jerom draait aan de staart van het dier en moet denken aan de koppige steenezel. Professor Barabas neemt contact op met de Morotari-burcht en  enkele dagen later arriveert een enorme kist. In het dorp ligt een enorme stapel tarowortels en dit wordt als lokaas gebruikt. Als Kruger hiervan eet, komt een andere neushoorn tevoorschijn. Kruger reageert niet meer op de orders van de zoöloog en heeft alleen oog voor het neushoornvrouwtje.
De zoöloog gaat er vandoor met zijn helikopter, maar Jerom kan hem tegenhouden. De zoöloog vertelt dat hij uitgelachen werd toen hij bekend maakte dat je neushoorns tam kunt maken. Verbitterd trok hij zich terug op het eiland in de Stille Zuidzee. Hij beloofd de bevolking niet meer te terroriseren en er is een grote verzoening. De koningin is gecharmeerd van de zoöloog en ze trouwen.